# Tower of Power
Tower of Power è una formazione musicale funk e soul proveniente da Oakland, California.
Sono considerati tra i maggiori esponenti del funk. Nel corso degli anni hanno realizzato 19 album in studio.
Nel 2009 hanno pubblicato The Great American Soulbook, un omaggio ai grandi classici della musica soul.

## Storia
L'esordio ufficiale dei Tower Of Power risale al 1970. Con il trombettista nonché arrangiatore Greg Adams e il batterista David Garibaldi firmano il loro primo contratto con la San Francisco Records di Bill Graham e pubblicano il loro primo album, East Bay Grease. Quasi tutte le parti vocali di quest'ultimo sono di Rufus Miller. Dopo aver incluso nella formazione anche il percussionista Brent Byars, firmarono un contratto con la Warner Bros. Records e con questa etichetta pubblicarono due dei loro album più noti e apprezzati, Bump City (1972) e l'omonimo Tower Of Power (1973). Il primo dei due includeva singoli come You're Still A Young Man, che si piazzò al numero 29 nella classifica Billboard Hot 100 del 1972. Emilio Castillo, coautore del brano, dichiarò su Songfacts che la composizione gli era stata ispirata da una sua personale storia con una ex fidanzata, di 6 anni più vecchia di lui.
Tower Of Power, uscito nella primavera del '73, fu il loro terzo album e il successo più grande dal loro esordio. Scalò la Billboard Pop Albums sino al quindicesimo posto, classificato dalla RIAA come Golden Album (più di 500 000 copie vendute). Particolarmente apprezzato dal pubblico il primo singolo estratto, So Very Hard To Go. Classificatosi al diciassettesimo posto della Billboard Hot 100, toccò le vette della Top 10 delle 40 stazione radio della West Coast, arrivando primo a molte di queste. Altri due singoli di quest'album ebbero un certo successo: What Is Hip? (considerato da molti uno dei capolavori della formazione) e This Time It's Real, entrambi piazzati nella Billboard Hot 100.
Nel 1974 uscì Back To Oakland, un altro successo: da esso furono estratti due singoli classificati rispettivamente al numero 26 e al numero 69 posto della Billboard Hot 100: Don't Change Horses In A Middle Of A Stream e Time Will Tell.
Passo passo con la pubblicazione di altri loro album negli ultimi anni '70 (tra cui Urban Renewal, 1974), lo stile della band si spostò dal soul a un funk più a sé stante (continuando comunque a scrivere ballads). Dopo l'entrata di Lenny Williams alla voce, la carriera radiofonica del gruppo subì un inesorabile declino. Il genere del gruppo, probabilmente per ritrovare la popolarità perduta con l'avvento dell'epopea '80, si spostò in un sound più commerciale, più disco, più europeo. Emilio Castillo dichiarò che questo cambio di stile fu richiesto e fomentato dalla Columbia Records, loro etichetta a quei tempi.

## Formazione
I Tower Of Power sono tuttora attivi, benché abbiano avuto un periodo di grandi cambiamenti di formazione e non solo (ben 60 musicisti hanno collaborato con loro in più di 40 anni di carriera).
I membri più stabili della band (nonché fondatori) ancora in attività sono:
- Emilio "Mimi" Castillo, sassofonista, noto per essere stato il vero fondatore del gruppo. Dall'incontro di Emilio con Stephen "Doc" Kupka (secondo sassofonista) nacquero difatti i Tower Of Power (i due sono tra l'altro gli autori di praticamente tutte le canzoni della band).
- Stephen "Doc" Kupka (a.k.a. "The Funky Doctor"), l'altro fondatore del gruppo, amico di Emilio e compositore come lui.
- Francis Rocco Prestia, da sempre il bassista marchiato Tower Of Power: il suo stile è da sempre una peculiarità del sound del gruppo.
- David Garibaldi, il primo batterista. Nei primi anni '80 lasciò il gruppo, suonando poi come freelance con molti musicisti conosciuti di quegli anni; nel 1998 ha stretto di nuovo sodalizio con il gruppo ed è tornato a suonare con loro. Anche il suo stile è inconfondibile, caratterizzato da groove sottili e precisi: non per niente è definito come uno dei migliori batteristi funk di sempre (insieme a Dennis Chambers, suo grande amico).
- Mic Gillette, trombettista; tornò in formazione nel 2009 dopo 25 anni di assenza dal gruppo.
- Greg Adams, trombettista nonché arrangiatore di un gran numero di canzoni della band da più di 25 anni.
- Lenny Pickett, sassofonista; noto anche per la sigla d'apertura di un gran numero di episodi di Saturday Night Live. Peculiare il suo uso del registro "altissimo" con il sax.
- Bruce Conte, chitarrista.
- Tom E. Politzer, al sax tenore principale.

Molti sono stati i cantanti nelle formazione dei Tower Of Power. I più noti sono Rick Stevens, voce secondaria in East Bay Grease, condannato all'ergastolo con l'imputazione di pluri-omicidio aggravato; Lenny Williams, che cantò con loro dal '72 al '74; Ellis Hall si unì nell'80; Brent Carter, loro cantante principale nel '95; Larry Braggs, la loro voce principale sin dal '99.
Da Aprile 2016 la nuova voce solista dei T.O.P. è quella di Marcus Scott.

## Discografia
I Tower Of Power hanno da sempre una prolifica carriera in studio, e il loro calendario live, interrotto solo di rado, è fitto di esibizioni sin dal 1968. Per celebrare 40 anni di carriera insieme, nel 2008 i TOP realizzarono un DVD contenente vari estratti di concerti per l'evento: a San Mateo, in California e a San Francisco. Durante questi concerti apparirono sul palco molti degli ex-componenti che si passarono il testimone nella lunga carriera del gruppo.

### Album in studio
- 1970: East Bay Grease
- 1972: Bump City
- 1973: Tower of Power
- 1974: Back to Oakland
- 1974: Urban Renewal
- 1975: In The Slot
- 1976: Ain't Nothin' Stoppin' Us Now
- 1978: We Came to Play!
- 1979: Back on the Streets
- 1987: TOP (Only released in Europe)
- 1988: Power
- 1991: Monster on a Leash
- 1993: T.O.P.
- 1995: Souled Out
- 1997: Direct Plus
- 1997: Rhythm & Business
- 2003: The Oakland Zone
- 2009: The Great American Soulbook

### Album live
- 1976: Live and in Living Color
- 1988: Direct
- 1997: Soul Vaccination: Live
- 2008: East Bay Archive Volume 1 (recorded at K-K-K-Katy's, Boston, MA; April 1973

### Compilation
- 1974: Funkland
- 1999: Dinosaur Tracks
- 2001: The Very Best of Tower of Power: The Warner Years
- 2002: Soul With a Capital "S": The Best of Tower of Power
- 2003: Havin' Fun
- 2003: What is Hip & Other Hits
- 2006: What is Hip

### Singoli
- 1972: You're Still a Young Man, No. 29 (The Billboard Hot 100)(R&B No. 24)
- 1972: Down to the Nightclub, No. 66
- 1973: So Very Hard to Go, No. 17 (R&B No. 11)
- 1973: This Time It's Real, No. 65 (R&B No. 27)
- 1974: What Is Hip?, No. 91 (R&B No. 39)
- 1974: Time Will Tell, No. 69 (R&B No. 27)
- 1974: Don't Change Horses (In the Middle of a Stream), No. 26 (R&B No. 22)
- 1976: You Ought To Be Havin' Fun, No. 68 (R&B No. 62)

### Video e DVD
- 1986: Credit
- 2003: Tower of Power in Concert
- 2007: Live from Leverkusen

Nota: Negli anni, hanno avuto luogo molte performance televisive non messe in vendita. Da menzionare nel 1991 in onda su German TV, la performance inserita nella serie televisiva 'Ohne Filter, Musik Pur'.

## Formazione

### Presente
- Rufus Miller - voce (1968-1975; 2007-presente)
- Jerry Cortez - chitarra elettrica (2010-presente)
- Emilio Castillo - sassofono (1968-presente)
- Don Wise - sassofono (2003-presente)
- Stephen Kupka - sassofono baritono (1968-presente)
- Greg Adams - tromba (1968-presente)
- Roger Smith -  tastiera (1998-presente)

### Membri precedenti
- Francis Rocco Prestia - basso (1968-2020)
- Skip Mesquite - tromba (1968-1971)
- Rick Stevens - chitarra, voce (1968-1971)
- Willie James Fulton - chitarra, voce (1968-1970)
- Mick Gillette - tromba (1971-1972)
- Lenny Williams - voce (1972-1974)
- Dennis Chambers - batteria (1971-1984)
- Lee Thornburg - flicorno (1986-1999)
- Marcus Scott - voce (2000-2007)
- Dave Garibaldi -  batteria (1968-2024)